# انفانتا ماريا آنا من البرتغال (1843–1884)
هذه المقالة عن زوجة غيورغ ملك سكسونيا، إذا كنت تريد زوجة غيلاوم الرابع فانظر (ماريا آنا من البرتغال).
انفانتا ماريا آنا من البرتغال (بالبرتغالية: Maria Ana de Bragança, Princesa da Saxónia‏) (21 أغسطس 1843 - 5 فبراير 1884) هي الابنة الكبرى للفرناندو الثاني ملك البرتغال وماريا الثانية ملكة البرتغال،  تزوجت من غيورغ من ساكسونيا الابن الثاني لليوهان ملك ساكسونيا.